# Siba
Siba Aktiebolag var en nordisk butikskedja i hemelektronikbranschen, som grundades 1951 av Folke Bengtsson. Kedjan omfattade år 2014 totalt 29 elektronikvaruhus i Sverige och Norge samt 10 varuhus i Danmark under namnet Computer City. År 2015 gick Siba och Netonnet samman i en gemensam koncern, Netonnet Group AB, som bland annat även driver den helt fristående hemelektronikkedjan Netonnet, vilket bedriver försäljning via e-handel och lagershopar i Sverige och Norge. År 2017 bytte Siba-butikerna namn till Netonnet. Webbplatsen Siba.se lades ned 2 maj 2017. Varumärket Siba användes efter det på två av koncernens köpcentrum: Siba-huset i Backaplan (Göteborg, fram till 2020) och Siba-huset i Överby (Trollhättan).

## Historia
År 1951 startade Folke Bengtsson en liten butik på Herkulesgatan 7 på Hisingen i Göteborg där han sålde radioapparater och kristallkronor. Sonen Bengt Bengtsson tog över verksamheten 1961 och utvecklade Siba till en radio- och TV-kedja. Företaget expanderade med flera butiker i Göteborg. År 1974 öppnade Bengt Bengtsson vad som kom att bli Sveriges första stormarknad för radio och TV med sin nya butik på Backaplan, Göteborg. År 2014 firade Siba Backaplan 40-årsjubileum.
År 1996 lanserades Siba.se som på 2-3 veckor fick över 4 000 unika besökare och 1997 presenterade Siba hemelektronikbranschens första "cykel på köpet"-kampanj. Samma år (1997) introducerades även "Siba Superspace" - ett koncept som innebar ännu större butiker med hemelektronikprodukter, genom en ombyggnation av butiken på Backaplan, vilken blev dåtidens största hemelektronikbutik i Sverige. Under 1990-talet fortsatte Siba ut i landet. År 1997 förvärvades kedjan Computercity och Siba blev ett nordiskt företag med varuhus även i Danmark. Ytterligare ett steg i den nordiska expansionen togs med öppnandet av det första varuhuset i Norge i december 2000.

### 2011: 60-årsjubileum
År 2011 firade Siba 60 år. Sibas e-handel växte med 34 procent julen 2011.

#### Fabian Prisjägaren (datorspel)
Som en del av företagets julkampanj det här året lanserade SIBA den 3 december 2011 det egna datorspelet Fabian Prisjägaren. Spelet gick att spela direkt i en webbläsare på SIBA:s hemsida. Fabian Prisjägaren var ett plattformsspel som utspelade sig i ett ”halv-realistiskt Göteborg”. Spelaren styrde en digitaliserad version av SIBA:s VD Fabian Bengtsson, utrustad med en prismärkningspistol. Målet var att springa omkring och beskjuta dyra varor som tagit robotliknande skepnad. En träff på robotens prislapp ledde till en sänkning av robotens livskraft och därmed också spelarens poängsumma. Målet var att få så låg slutsumma som möjligt. SIBA ordnade flera tävlingar i spelet. De tio spelare som nådde lägst poäng i varje tävling fick varsitt SIBA-presentkort värt 1.000 kronor. Poänglistan blev dock hackad och innehöll inledningsvis flera falska poängsummor. Efter drygt tre månader hade över 40.000 personer spelat spelet. Bakom Fabian Prisjägaren låg det göteborgsbaserade spelutvecklingsföretaget Hello There, som vid den här tiden var en del av IT-konsultbolaget Know IT. I mars 2012 kom spelet även till Iphone- och Android-telefoner.

### Namnets ursprung
Enligt bolaget självt är det inte längre någon som minns varifrån namnet Siba härstammar. En anekdot inom bolaget säger att en vän till Folke Bengtsson vid namn Albin en gång frågade Folke vad Siba stod för och fick då till svar "Stig In Broder Albin". Hemligheten med namnet Siba följde med Folke Bengtsson i graven.

## Radars
Radars var en webbåterförsäljare av hemelektronik som ingick i Sibas moderbolag Siba Holding AB sedan 2006. Bolaget avvecklades dock i mars 2012. Radars grundades 1981 i Växjö.

## Omvandling till Netonnet
I maj 2016 meddelade Siba att de skulle påbörja ett arbete med att byta ut varumärket Siba mot Netonnet på samtliga butiker. Siba-kunderna ska komma att betjänas av Netonnet, som kommer att överta ansvaret för Sibas garantier, försäkringar, serviceåtaganden och kundkort med intjänade bonuspoäng. Omvandlingen skedde successivt och beräknades vara färdig i slutet av 2017. Den sista Siba-butiken stängdes i Överby, Trollhättan den 5 maj 2017.